# 최고를 찾아라
《최고를 찾아라》는 대한민국의 SBS에 방송되었던 교양 프로그램이다. 지구촌 곳곳의 각 분야 달인들을 소개됐지만, 2000년 10월 16일부터 2000년 12월 18일까지 방송하였으며 혐오식품 먹는 장면을 내보내다 시청자의 거센 비난에 직면하여 시청률 저조로 조기종영되는 수모를 당했다.
한편, MC 이홍렬은 같은 채널 《이홍렬쇼》에만 전념할 예정이었으나 2000년 말까지 두 편의 프로그램을 진행하기로 한 SBS와의 계약 때문에 《TV 대발견》MC를 맡았는데 2000년 9월 16일 방영분에서 보험금을 노리고 두 아들을 살해한 여성의 범행 재연 장면 등을 지나치게 상세히 내보내 가족윤리를 해쳤다는 지적을 받아 그 해 10월 10일 방송위원회로부터 "시청자에 대한 사과" 조치를 받은 데다 폭력성과 선정성 논란 외에도 “법의학-범죄추리라는 명분을 내세워 지나치게 잔인하고 폭력적인 장면과 비윤리적인 사건들을 계속해서 방영했다"는 지적 탓인지 2000년 9월 민주언론운동시민연합 선정 이달의 나쁜 방송에 선정되는 불명예를 안아 10회 만에 조기종영된 뒤 해당 프로그램으로 재기를 노렸으나 혐오식품 먹는 장면을 내보내다 시청자의 거센 비난에 직면하여 9회 만에 막을 내린 후 한동안 《이홍렬쇼》에만 전념해 왔었다.

## 결방
- 2000년 11월 13일 - 9시 20분부터 창사특선영화 쥬라기 공원 2: 잃어버린 세계 편성으로[7] 결방

## 같이 보기
- 아는 것이 힘이다 (SBS, 2001년)
- 아이디어
- 달인

| SBS TV 월요일 밤 11시대 프로그램  | SBS TV 월요일 밤 11시대 프로그램        | SBS TV 월요일 밤 11시대 프로그램         |
| 이전 작품                         | 작품명                                  | 다음 작품                                |
| --------------------------------- | --------------------------------------- | ---------------------------------------- |
| 이홍렬쇼 (1999.10.18 ~ 2000.10.9) | 최고를 찾아라 (2000.10.16 ~ 2000.12.18) | 오픈드라마 남과 여 (2001.1.8 ~ 2003.5.5) |